# Animal Aid Unlimited
Animal Aid Unlimited o AAU, fundada en 2002, es una organización india de rescate de animales, con sede en la ciudad de Udaipur, Rajasthan, que rescata y trata a animales enfermos, heridos, atrapados o que necesitan atención y ayuda médica urgente. Ganaron más popularidad en todo el mundo después de que comenzaron a publicar videos de su rescate en su canal de YouTube, Animal Aid Unlimited.
A fecha de enero de 2022, su canal de YouTube tiene más de 7,3 millones de suscriptores. Algunos de los videos más virales del canal son "Wounded and bleeding donkey stranded on highway rescued (Burro herido y sangrando varado en la carretera rescatado)", "A drowning dog's desperate wish comes true (El deseo desesperado de un perro ahogado se hace realidad)" y "Stuck for hours in rock solid tar, puppies rescued (Atrapado durante horas en alquitrán sólido como una roca, cachorros rescatados)", todos los cuales tienen 144, 78 y 46 millones de visitas respectivamente.

## Historia
Animal Aid Unlimited fue fundada en 2002 por Erika, Jim y Claire Abrams Myers, originarios de Seattle en los Estados Unidos. Abrieron el hospital de la empresa en 2003. A partir de 2020, hay un personal de 100 miembros que trabaja para el rescate, el bienestar y el tratamiento de varios animales en la ciudad de Udaipur, Rajasthan y sus alrededores. 
AAU había organizado un programa de rescate y voluntariado de animales de 14 días, en el que participaron muchas otras organizaciones de rescate de animales, incluida Action for Animals.
Desde 2017, la organización afirma haber salvado a más de 45,000 perros, vacas, burros, pájaros y gatos heridos o enfermos.
En 2021, Gary Notely, que es instructor de adiestramiento canino, organizó un evento benéfico en el restaurante indio Zara en Woodham Mortimer.